# ジペ湖
ジペ湖（ジぺこ、スワヒリ語:Ziwa Jipe、英語: Lake Jipe）は、タンザニアとケニアの国境に位置する湖である。キリマンジャロからの雪解け水が流れて、長さは30キロメートル、幅は4.8から6.4キロメートルで、面積は約30平方キロメートルである。
インド洋へ注ぐパンガニ川の上流部にあたる。